# Friedrich Steffen
Friedrich Steffen (* 19. November 1891 in Bulsten, Landkreis Melle; † 3. Oktober 1964 ebenda) war ein deutscher Politiker (DP). Er war von 1947 bis 1955 Abgeordneter im Landtag von Niedersachsen.
Steffen besuchte nach der Volksschule die Höhere Landwirtschaftsschule in Hildesheim. Ab 1911 war er Mitglied der Deutsch-Hannoverschen Partei. Von 1914 bis 1918 nahm er am Ersten Weltkrieg teil und war nach Kriegsende bis 1923 in der Landwirtschaft tätig. Ab 1923 übernahm er den väterlichen Besitz. Nach Ende des Zweiten Weltkrieges war er Mitbegründer der Niedersächsischen Landespartei (NLP), dem Vorläufer der Deutschen Partei (DP). Im Jahr 1945 wurde Steffen in den ernannten Gemeinderat und in den Kreistag berufen, in den er 1946 gewählt wurde. Er war 1946 Mitglied des ernannten Hannoverschen Landtages und danach bis 1947 Mitglied des ernannten Niedersächsischen Landtages. In den ersten beiden Wahlperioden war er, bis zum 5. Mai 1955, Mitglied des Niedersächsischen Landtages. Dabei gehörte er bis zum 28. März 1951 der DP/CDU-Fraktion an.